# 戴德伍德 (加利福尼亞州圖奧勒米縣)
戴德伍德（英語：Deadwood）是位於美國加利福尼亞州圖奧勒米縣的一個非建制地區。該地的面積和人口皆未知。

## 地理
戴德伍德的座標為38°00′15″N 120°06′30″W / 38.00417°N 120.10833°W，而該地的平均海拔高度為1461米（即4793英尺）。